# Tranzitul lui Venus din 1874
Tranzitul lui Venus din 1874 a fost primul tranzit al planetei din secolul al XIX-lea, cu opt ani înainte de cel de-al doilea tranzit produs în 1882. Ca și tranziturile din 1761 și 1769, din secolul precedent, aceste două tranzituri au dat loc unor numeroase observații în jurul globului, cu scopul măsurării precise a valorii unității astronomice, distanța dintre Pământ și Soare.
Tranzitul s-a produs în urmă cu 150 ani, 166 zile.

## Caracteristici
Tranzitul a avut loc la 9 decembrie 1874. A fost vizibil din estul Asiei (inclusiv din India), Indonezia și din Australia. A fost vizibil, la răsăritul Soarelui din vestul Asiei și din Africa. La apusul Soarelui a fost vizibil din Oceanul Pacific.
Orarele tranzitului au fost următoarele (în UTC):
- primul contact: 01:49
- al doilea contact: 02:18
- Separație minimă: 04:07
- al treilea contact: 05:56
- al patrulea contact: 06:26
- Durată totală: 4 ore și 37 de minute.

## Istoric

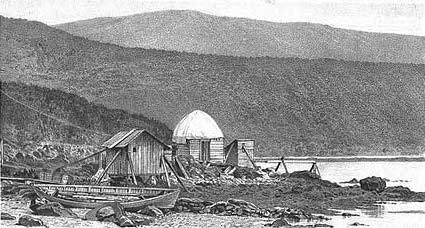
Observator stabilit de expediția franceză pe insula Campbell în timpul tranzitului din 1874.

Lucrările lui James Gregory în 1663 și Edmond Halley în 1691 și în 1716 au arătat că este posibil să se măsoare unitatea astronomică mulțumită unor numeroase observații ale unui tranzit în puncte suficient de distanțate, de pe suprafața globului. Tranziturile lui Venus din 1761 și 1769 au dat loc, prin urmare, unei multitudini de observații și au permis obținerea unei valori relativ precise a unității astronomice.
Tranziturile din 1874 și 1882 au oferit oportunitatea de a preciza această valoare. Numeroase expediții, din mai multe țări (6 dintre care una privată, de către Anglia, 6 de către Franța, 2 de Germania, 1 de Statele Unite, fără a număra stațiile de observare instalate de Imperiul Rus pe teritoriul său), au fost trimise în toate zonele de observație posibile, inclusiv în locuri îndepărtate precum Insulele Kerguelen sau insula Campbell.
În 1890, astronomul american Simon Newcomb a verificat datele ultimelor patru tranzituri și a calculat pentru paralaxa solară o valoare de 8,79 secunde de arc, conducând la o valoare a unității astronomice de 149,9 ± 0,31 milioane de kilometri. În prezent (2022) este admis că unitatea astronomică este egală cu 149.597.870.691±30 m (aproximativ 150 milioane km).

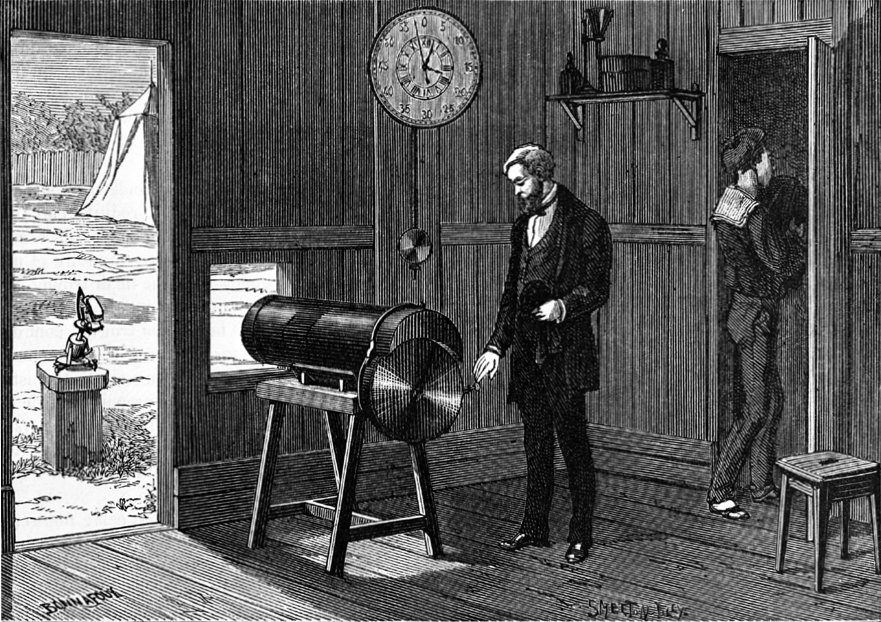
Vedere a aparatului funcționând în timpul pasajului lui Venus.

Tranzitul lui Venus a fost surprins cu ajutorul revolverului fotografic / revolverului Janssen inventat de Jules Janssen: în domeniul astronomiei, a fost „prima dată când fotografia este chemată oficial ca principal instrument de observație, pentru a remedia defectele vederii umane.”